# Myrioblephara fulvivena
Myrioblephara fulvivena là một loài bướm đêm trong họ Geometridae.